# Luciades
Luciades is een geslacht van kreeftachtigen uit de klasse van de Malacostraca (hogere kreeftachtigen).

## Soort
- Luciades agana Kropp & Manning, 1996